# Edwin Tenorio
Edwin Ronaldo Tenorio Montano (1976. június 16., Esmeraldas, Ecuador) ecuadori labdarúgó, jelenleg a Deportivo Quito játékosa.
1998 és 2007 között szerepelt a válogatottban, 78 mérkőzésen lépett pályára, azonban gólt nem lőtt. Tagja volt a 2002-es, és a 2006-os világbajnokságokra utazó válogatott-kereteknek. A 2006-os Németországi tornán csapata egyik legjobbja volt, remekül játszottak középpályás-társával, Segundo Castillóval. Továbbá szerepelt a 2001-es kolumbiai, a 2004-es perui, és a 2007-es venezuelai Copa America tornákon is. Testvére, Carlos Tenorio szintén válogatott játékos.